# إرنست نورتن
إرنست نورتن (19 يونيو 1889 - 14 مارس 1972) (بالإنجليزية: Ernest Norton)‏ هو لاعب كريكت بريطاني وبريطاني (وحمل سابقاً جنسية المملكة المتحدة لبريطانيا العظمى وأيرلندا). شارك مع منتخب إنجلترا للكريكت.

## وصلات خارجية
- إرنست نورتن على موقع إي آس بي آن كريك إنفو (الإنجليزية)